# Бондар Василь Васильович
Васи́ль Васи́льович Бо́ндар (*15 січня 1954 в селі Теліжинці Тетіївського району Київської області) — український письменник (прозаїк) і громадський діяч. Голова Кіровоградської обласної організації НСПУ. Заслужений журналіст України.

## Життєпис
Закінчив факультет журналістики Київського державного університету ім. Т. Шевченка (1980). Працював завідувачем відділів та заступником редактора у кіровоградських газетах «Молодий комунар», «Вечірня газета», кореспондентом-організатором Бюро пропаганди художньої літератури НСПУ, головним редактором Центрально-Українського видавництва.
Головний редактор літературного часопису «Вежа» (з 2001).

## Творчий доробок
Автор книг прози:
- «Одвідини» (1994),
- «Смарагдові китиці у воді» (2001),
- «Камінь від хандри» (2013),
- «Візит ввічливості» (2016);

Автор книг з літературознавства
- «У пошуках слова значущого» (2008) та
- «У пошуках слова» (2019).

Окремі твори перекладено англійською, румунською і болгарською мовами.
Автор-упорядник художньо-документальних книг
- «Голоси із 33-го» (1993),
- «Ми, переможені Чорнобилем» (1996),
- «Сповіді з-за ґрат» (1997),
- «OST — тавро неволі» (2000),
- «Рух. Початок» (2014).

Автор-упорядник:
- книги про таїну творчості «Письменництво: важкий хрест чи лавровий вінець?» (2010),
- 6-томного видання «Реабілітовані історією. Кіровоградська область» (2004–13),
- 2-томної хрестоматії творів письменників Приінгулля «Блакитні вежі» (2011),
- антології «Шевченкіана степова» (2005).

## Громадська і політична діяльність
Член НСПУ з 1995. 1995—2015 і з листопада 2016 — голова Кіровоградської обласної організації НСПУ. Член правління НСПУ.
Був депутатом Кіровоградської міськради (1994—1998).

## Відзнаки
- Заслужений журналіст України (2007).

Лауреат літературних премій
- ім. Є. Маланюка (2002, Кіровоград),
- ім. Д. Нитченка (2007, Київ),
- ім. М. Стельмаха (2009, Вінниця),
- ім. А. Тарковського (2020, Кропивницький),
- журналу «Березіль» (2018, Харків).

Дипломант міжнародного конкурсу документального оповідання «Mensch sein. Бути людиною. Быть человеком» (2018).
Лауреат  обласної краєзнавчої премії імені Володимира Ястребова(1997)